# Paysandú (departament)
Paysandú – urugwajski departament położony na zachodzie kraju. Rzeka
Urugwaj wyznacza zachodnią granicę z argentyńską prowincją Entre Ríos. Ponadto Paysandú sąsiaduje z następującymi departamentami: na północy z Salto, na wschodzie z 
Tacuarembó, a na południu z Río Negro.
Ośrodkiem administracyjnym oraz największym miastem tego powstałego w 1820 r. departamentu jest Paysandú nad rzeką Urugwaj.
Powierzchnia Paysandú wynosi 13 922 km². W 2004 r. departament ten zamieszkiwało 113 244 osoby, co dawało gęstość zaludnienia 8,1 mieszk./km².